# H&M
H & M Hennes & Mauritz AB (H&M) je švédská oděvní společnost, známá jako prodejce módního oblečení pro muže, ženy, teenagery a děti.
Firma měla téměř 3 500 obchodů (z toho 55 v ČR) v 55 zemích a v roce 2013 zaměstnávala okolo 116 tisíc lidí.

## Historie
Společnost byla založena Erlingem Perssonem ve švédském Västeråsu roku 1947. Původně prodával pouze dámské oděvy pod názvem Hennes. V roce 1968 koupil Erling Persson firmu Mauritz Widforss, začal prodávat pánské zboží a přejmenoval firmu na Hennes & Mauritz (Hennes znamená ve švédštině její nebo pro ni). V roce 1998 se stal Earlingův syn Stefan členem představenstva. Dnes se většina produktů H&M vyrábí v Asii a Evropě.

## Celosvětová značka
První zahraniční prodejna H&M byla otevřena v Norsku. Po roce 1964 se H&M pustila do velké expanze a otevřela nové prodejny v Evropě – např. ve Velké Británii, Německu, Dánsku, Švýcarsku a Portugalsku. V roce 1990 se otevřela prodejna ve Finsku, Francii, Belgii, Rakousku, Španělsku a Nizozemsku.
H&M otevřela svůj první americký obchod v New Yorku na 5. Avenue a 51. ulici v březnu 2000. Dnes existuje mimo jiné jen na Manhattanu 9 velkých prodejen. Od ledna 2009 se v USA nachází 169 jednotlivých obchodů.
První kanadská prodejna byla otevřena v březnu 2004. V současné době existuje v Kanadě 48 prodejen – v Quebecu, Ontariu, Albertě, Novém Brunswicku, Novém Skotsku a Britské Kolumbii.

Rozšíření H&M ve světě:
již aktivně působí
plánuje expanzi

V roce 2006 byla otevřena prodejna v Dubaji – první obchod v Asii. Následovalo otevření prodejny v Kuvajtu. První dvě Izraelské prodejny byly otevřeny v Tel Avivu a Jeruzalémě v březnu 2010, 10. března 2007 byla, vzhledem k rozšíření firmy, otevřena prodejna v centrálním Hongkongu. První japonský obchod byl otevřen v Ginze 13. září 2008, zatímco druhý obchod byl otevřen v Harajuku v listopadu 2008. Další obchod byl otevřen v Shibuye v nákupním centru dne 19. září 2009. H&M podepsala dohodu o otevření svého prvního obchod v Jižní Koreji, v Myungdong v Soulu na jaře 2010.
Dne 13. března 2009 otevřela H&M svůj první obchod v Rusku v obchodním domě Metropolis v Moskvě, v blízkosti stanice metra Vojkovskaja. A již 20. března 2009 vznikla druhá prodejna v MEGA Mall v Khimki.
H&M začala prodávat své zboží prostřednictvím internetu až v srpnu 2013. Jako první trh pro internetový prodej byly Spojené státy americké. Od té doby firma otevřela své on-line obchody i v mnoha dalších zemích. V roce 2015 byl spuštěn oficiální H&M e-shop i pro český trh.

## Mezinárodní spolupráce

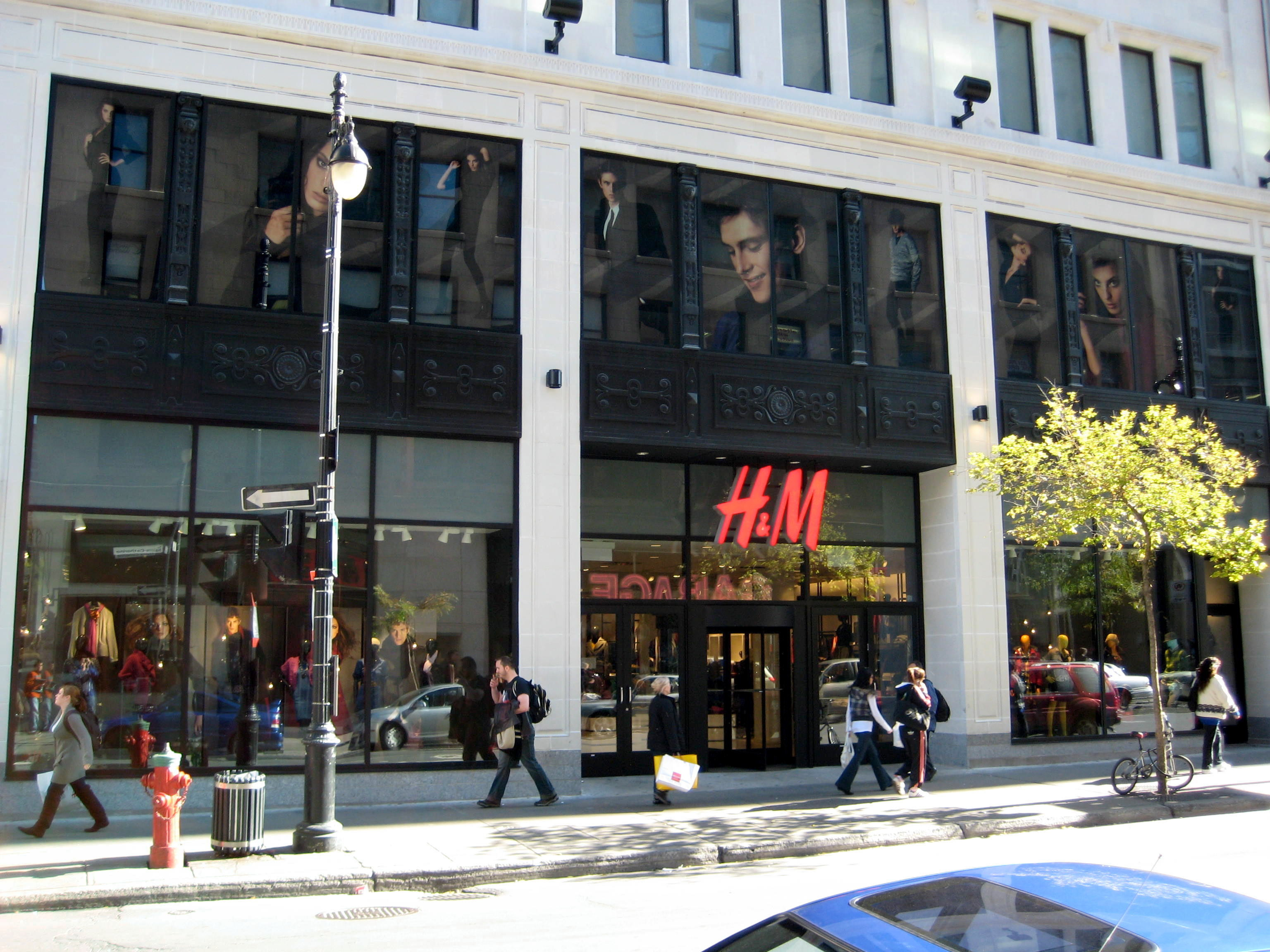
Prodejna H&M v kanadském Montréalu

Perssonova rodina je vlastníkem 33% podílu firmy.
Spolupracuje s nejrůznějšími návrháři a umělci. V roce 2004 vybrané obchody nabízely kolekci navrženou módním designérem Karlem Lagerfeldem. O tu byl zájem zejména ve větších městech, kde byla vyprodána během pouhé hodiny.
V listopadu 2005 společnost spolupracovala na kolekci oblečení se Stellou McCartney a o rok později s avantgardní dvojicí nizozemských designérů Viktor & Rolf.
V březnu roku 2007 prostřednictvím H&M realizovala své návrhy také popová hvězda Madonna, v červnu téhož roku byly některé kusy oblečení zahrnuty do dodatku k počítačové hře The Sims 2. V listopadu firma vydala kolekci od italského návrháře Roberta Cavalliho a zpěvačky Kylie Minogue. Na jaře 2008 přišla kolaborace s finskou designérskou společností Marimekko a na podzim následovala spolupráce s Comme des Garçons z Japonska.

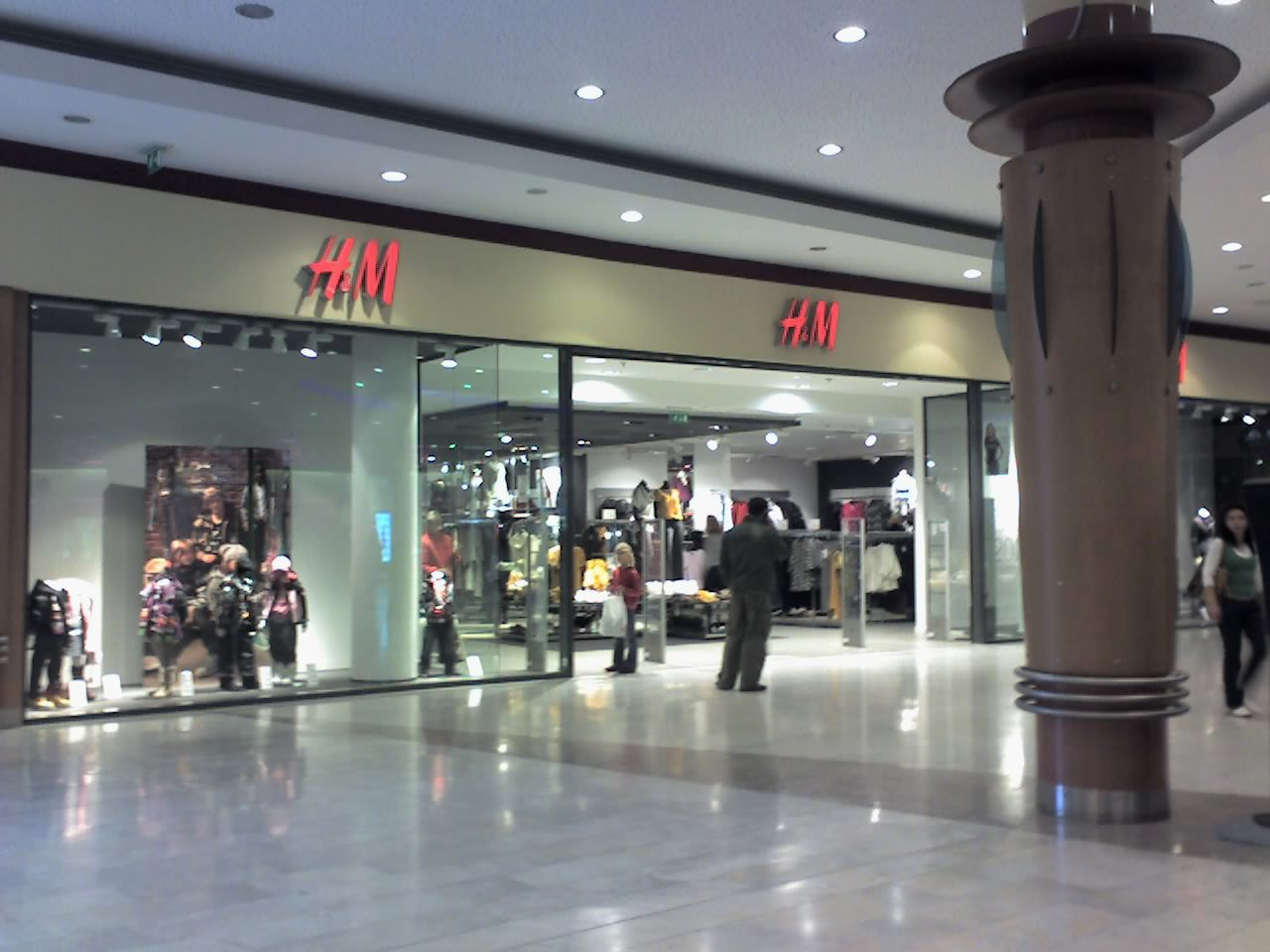
Prodejna H&M v OC Nový Smíchov v Praze

Pro jaro a léto 2009 vytvořil dvě exkluzivní kolekce britský návrhář Matthew Williamson, první čistě ženskou, která byla k dispozici jen ve vybraných prodejnách. Druhá ve vybraných prodejnách nabízela oblečení pro muže a všude po světě pánské i dámské plavky. V listopadu 2009 byla představena limitovaná edice cenově dostupných bot a kabelek Jimmy Choo pro H&M a poprvé v historii i oblečení navržené tímto umělcem, vyrobené především z kůže. Kolekce byla dostupná ve více než 200 prodejnách po celém světě. Stejný rok s firmou spolupracovala i Sonia Rykiel, její kolekce pleteného oblečení a spodního prádla byla v prodeji od 5. prosince 2009.
Roku 2010 se uskutečnila pouze jedna spolupráce, a to na podzim s francouzským módním domem Lanvin. V listopadu 2011 H&M spolupracovalo na kolekci s italským Versace, kdy nabídlo řadu oblečení, které dominovaly především výrazné tropické potisky a kombinace kůže a cvočků. Následovala kolekce pro jaro 2012 s potiskem tropického ovoce. Pro jaro 2012 kolaborovala také italská značka Marni, reklamy pro jejich kampaň režírovala oscarová Sofia Coppola. V říjnu 2012 představila v rámci H&M svou kolekci doplňků redaktorka japonské mutace Vogue Anna Dello Russo. Zatím poslední spolupráce se uskutečnila v listopadu 2012, kdy Maison Martin Margiela upravil některé kusy ze svých starších kolekcí a masovou výrobou je zpřístupnil fanouškům módy po celém světě. Tvář kolekcí pro Podzim/Zimu 2012 byla americká zpěvačka Lana Del Rey. Kolekci inspirovala 50. léta 20. století.